# Ofenloch-Hagener Tobel
Das Landschaftsschutzgebiet Ofenloch-Hagener Tobel ist ein mit Verordnung der Unteren Naturschutzbehörde beim Landratsamt Alb-Donau-Kreis vom 2. Mai 1986 ausgewiesenes Landschaftsschutzgebiet (LSG-Nummer 4.25.136).

## Lage und Beschreibung
Das 254,7685 Hektar große Gebiet liegt zwischen Beimerstetten im Westen und Hörvelsingen im Osten. Das Gebiet gehört zu den Naturraum Lonetal-Flächenalb.
Laut Steckbrief handelt es sich um geologisch bemerkenswerte Steilkanten, markante Trockentäler, Wacholderheide, artenreicher Klebwald und Streuobstbestände; wertvoller Erholungsraum.
Das Naturschutzgebiet Ägenberg-Ofenloch liegt vollständig im Landschaftsschutzgebiet. Das FFH-Gebiet Kuppenalb bei Laichingen und Lonetal hat Anteil am Landschaftsschutzgebiet und das Naturdenkmal Ehemaliger Steinbruch liegt im Landschaftsschutzgebiet.

## Schutzzweck
Schutzzweck ist gemäß Schutzgebietsverordnung
- Die Erhaltung geomorphologisch bemerkenswerter Steilkanten zu den Weißjura-Zeta-Mulden bei Hörvelsingen, Beimerstetten und Bernstadt und besonders markanter Trockentalformen im "Hagener Tobel", der Schutz bedeutender Pflanzenbiotope, der Wacholderheide "Ofenloch", einer artenreichen Klebwaldflora im "Hagener Tobel" und erhaltenswerter Streuobstbestände. Das Landschaftsschutzgebiet dient weiter der Sicherung und Erhaltung von wertvollen Erholungsflächen im Nahbereich der Städte Langenau und Ulm.